# 최원준 (배우)
최원준(1982년 8월 5일 ~ )은 대한민국의 배우이다. 현재 소속사는 HS엔터테인먼트이다.

## 작품 활동

### 드라마
- 2006년 KBS 《열아홉 순정》
- 2006년 MBC 《레인보우 로망스》
- 2007년 tvN 《막돼먹은 영애씨 시즌 1》
- 2007년 tvN 《막돼먹은 영애씨 시즌 2》
- 2008년 tvN 《막돼먹은 영애씨 시즌 3》
- 2008년 tvN 《막돼먹은 영애씨 시즌 4》
- 2008년 MBC 《비포&애프터 성형외과》
- 2009년 tvN 《막돼먹은 영애씨 시즌 5》
- 2009년 MBC 《내 인생의 황금기》
- 2010년 SBS 《오! 마이 레이디》

### 예능 프로그램
- 2008년 Mnet 《다섯 남자와 아기천사》
- 2009년 KBS 《대결 노래가 좋다》- 7월 30일 출연

### 공연
- 2007년 《뮤지컬 러브 인 카푸치노》
- 2011년 《뮤지컬 막돼먹은 영애씨》
- 2012년 《뮤지컬 김종욱 찾기》

### 음반 활동
- 엠티플 디지털 싱글 'All Right'
- 엠티플데이 디지털 싱글 '뚜뚜르'
- 드라마 눈의 여왕 OST '가난한 남자' 참여
- 드라마 내게 거짓말을 해봐 OST '구름 위를 거닐다' 참여